# Новокиївка (Чишминський район)
Новоки́ївка (рос. Новокиевка, башк. Яңы Киевка) — село у складі Чишминського району Башкортостану, Росія. Входить до складу Чувалкіповської сільської ради.
Населення — 17 осіб (2010; 40 у 2002).
Національний склад:
- українці — 60 %